# Чемпіонат світу з футболу 1982 (кваліфікаційний раунд, АФК і ОФК)
У рамках відбіркового турніру до чемпіонату світу з футболу 1982 команди з Азії (АФК) і регіону Австралії та Океанії (ОФК) змагалися за два місця у фінальній частині чемпіонату світу з футболу 1982.
Бажання позмагатися за путівку на світову першість висловила 21 команда регіону, утім збірна Ірану знялася зі змагання до початку жеребкування.
Змагання проходило у два раунди:
- Перший раунд: 20 команд-учасниць Першого відбіркового раунду було розподілено між 4 групами, які відрізнялися форматом змагань:
  - Група 1 мала 5 команд, які проводили між собою по дві гри, одній удома та одній у гостях. Переможець групового змагання ставав учасником Фінального раунду.
  - Група 2 мала 5 команд, які проводили між собою по одній грі в Саудівській Аравії. Переможець групового змагання ставав учасником Фінального раунду.
  - Група 3 мала 4 команди, які проводили між собою по одній грі в Кувейті. Переможець групового змагання ставав учасником Фінального раунду.
  - Група 4 мала 6 команд. Усі ігри Групи проводилися на території Гонконгу та проходили у чотири етапи:
    - Класифікаційні матчі: команди були розбиті на пари, результати ігор визначали їх класифікацію для Групового раунду.
    - Груповий етап: за результатами класифікаційного раунду шість команд-учасниць були поділені на дві групи по три збірні у кожній. Команди проводили між собою по одній грі. Команди, які посіли перше і друге місце у кожній із груп, виходили до півфіналів.
    - Півфінали: переможець групи A грав проти другої команди Групи B і навпаки. Переможець єдиної гри у кожній із цих пар виходив до Фіналу.
    - Фінал: 2 команди проводили між собою одну гру. Її переможець ставав учасником Фінального раунду.

- Фінальний Раунд: 4 команди, що виграли змагання у своїх групах у першому раунді, проводили між собою по дві гри, одній удома та одній у гостях. Переможець групового змагання та команда, що посіла друге місце, ставали переможцями відбору і учасником фінальної частини чемпіонату світу.

## Перший раунд

### Група 1
| Місце | Команда           | О  | І | В | Н | П | Г+ | Г- | РГ  |
| ----- | ----------------- | -- | - | - | - | - | -- | -- | --- |
| 1     | Нова Зеландія     | 14 | 8 | 6 | 2 | 0 | 31 | 3  | +28 |
| 2     | Австралія         | 10 | 8 | 4 | 2 | 2 | 22 | 9  | +13 |
| 3     | Індонезія         | 6  | 8 | 2 | 2 | 4 | 5  | 14 | −9  |
| 4     | Китайський Тайбей | 5  | 8 | 1 | 3 | 4 | 5  | 8  | −3  |
| 5     | Фіджі             | 5  | 8 | 1 | 3 | 4 | 6  | 35 | −29 |

| 25 квітня 1981 |

| Нова Зеландія                       | 3–3 | Австралія                  |
| ----------------------------------- | --- | -------------------------- |
| Г. Тернер 25' Вуддін 34' Самнер 80' |     | Крнчевич 15' 42' Боден 31' |

| Маунт Смарт |

| 3 травня 1981 |

| Фіджі | 0–4 | Нова Зеландія                   |
| ----- | --- | ------------------------------- |
|       |     | Б. Тернер 8' 31' 85' Самнер 20' |

| Говінд |

| 7 травня 1981 |

| Китайський Тайбей | 0–0 | Нова Зеландія |
| ----------------- | --- | ------------- |
|                   |     |               |

| Тайбей |

| 11 травня 1981 |

| Індонезія | 0–2 | Нова Зеландія               |
| --------- | --- | --------------------------- |
|           |     | Б. Тернер 14' Г. Тернер 75' |

| Сенаян |

| 16 травня 1981 |

| Австралія | 0–2 | Нова Зеландія            |
| --------- | --- | ------------------------ |
|           |     | Вуддін 29' Г. Тернер 81' |

| Сідней Крікет Глядачів: 12,000 |

| 20 травня 1981 |

| Австралія                | 2–0 | Індонезія |
| ------------------------ | --- | --------- |
| Косміна 29' Девідсон 33' |     |           |

| Олімпік Парк Глядачів: 10,000 |

| 23 травня 1981 |

| Нова Зеландія                                       | 5–0 | Індонезія |
| --------------------------------------------------- | --- | --------- |
| Вуддін 9' Б. Тернер 34' Г. Тернер 59' 65' Елрік 81' |     |           |

| Маунт Смарт |

| 30 травня 1981 |

| Нова Зеландія            | 2–0 | Китайський Тайбей |
| ------------------------ | --- | ----------------- |
| Вуддін 14' Г. Тернер 75' |     |                   |

| Маунт Смарт |

| 31 травня 1981 |

| Фіджі | 0–0 | Індонезія |
| ----- | --- | --------- |
|       |     |           |

| Сува, Фіджі |

| 6 червня 1981 |

| Фіджі         | 2–1 | Китайський Тайбей |
| ------------- | --- | ----------------- |
| Рату Джон 55' |     | Чхван Гуо Чхі 40' |

| Сува, Фіджі |

| 10 червня 1981 |

| Австралія                                 | 3–2 | Китайський Тайбей    |
| ----------------------------------------- | --- | -------------------- |
| Гендерсон 17' Косміна 54' Бірн 68' (пен.) |     | Дух Ден-Шен 82', 89' |

| Гіндмарш Стедіум Глядачів: 3,200 |

| 15 червня 1981 |

| Індонезія        | 1–0 | Китайський Тайбей |
| ---------------- | --- | ----------------- |
| Хаді Ісманто 75' |     |                   |

| Джакарта, Індонезія |

| 28 червня 1981 |

| Китайський Тайбей | 2–0 | Індонезія |
| ----------------- | --- | --------- |
| Ден Цзян Джин Цон |     |           |

| Тайбей, Китайський Тайбей |

| 26 липня 1981 |

| Фіджі         | 1–4 | Австралія                      |
| ------------- | --- | ------------------------------ |
| Вуілабаса 82' |     | Коул 4' 31' Барнс 10' Шарн 28' |

| Національний стадіон Глядачів: 11,000 |

| 4 серпня 1981 |

| Китайський Тайбей | 0–0 | Фіджі |
| ----------------- | --- | ----- |
|                   |     |       |

| Тайбей, Китайський Тайбей |

| 10 серпня 1981 |

| Індонезія                            | 3–3 | Фіджі                                        |
| ------------------------------------ | --- | -------------------------------------------- |
| Буді Йоганніс Упендран Чой Рісдіанто |     | Рату Джон Мелі Вуілабаса Джон Морріс Вільямс |

| Джакарта, Індонезія |

| 14 серпня 1981 |

| Австралія                                                         | 10–0 | Фіджі |
| ----------------------------------------------------------------- | ---- | ----- |
| Мітчелл 29' 43' 80' Коул 35', 52', 64', 67', 71' (пен.), 75', 78' |      |       |

| Олімпік Парк Глядачів: 3,500 |

| 16 серпня 1981 |

| Нова Зеландія                                                                                  | 13–0 | Фіджі |
| ---------------------------------------------------------------------------------------------- | ---- | ----- |
| Вуддін 2' Самнер 8' 45' 55' 60' 72' 86' Г. Тернер 9' 31' Коул 36' Б. Тернер 40' 85' Маккей 48' |      |       |

| Маунт Смарт |

| 30 серпня 1981 |

| Індонезія     | 1–0 | Австралія |
| ------------- | --- | --------- |
| Рісдіанто 88' |     |           |

| Сенаян Глядачів: 25,000 |

| 6 вересня 1981 |

| Китайський Тайбей | 0–0 | Австралія |
| ----------------- | --- | --------- |
|                   |     |           |

| Тайбей Глядачів: 7,000 |

Збірна Нової Зеландії пройшла до Фінального раунду.

### Група 2
| Місце | Команда           | О | І | В | Н | П | Г+ | Г- | РГ |
| ----- | ----------------- | - | - | - | - | - | -- | -- | -- |
| 1     | Саудівська Аравія | 8 | 4 | 4 | 0 | 0 | 5  | 0  | +5 |
| 2     | Ірак              | 6 | 4 | 3 | 0 | 1 | 5  | 2  | +3 |
| 3     | Катар             | 4 | 4 | 2 | 0 | 2 | 5  | 3  | +2 |
| 4     | Бахрейн           | 2 | 4 | 1 | 0 | 3 | 1  | 6  | −5 |
| 5     | Сирія             | 0 | 4 | 0 | 0 | 4 | 2  | 7  | −5 |

| 18 березня 1981 |

| Ірак     | 1–0 | Катар |
| -------- | --- | ----- |
| Саїд 84' |     |       |

| Ер-Ріяд, Саудівська Аравія |

| 19 березня 1981 |

| Бахрейн | 1–0 | Сирія |
| ------- | --- | ----- |
| Бушегір |     |       |

| Ер-Ріяд, Саудівська Аравія |

| 21 березня 1981 |

| Саудівська Аравія | 1–0 | Ірак |
| ----------------- | --- | ---- |
| Дабо 82'          |     |      |

| Ер-Ріяд, Саудівська Аравія |

| 22 березня 1981 |

| Катар        | 3–0 | Бахрейн |
| ------------ | --- | ------- |
| Муфта Салман |     |         |

| Ер-Ріяд, Саудівська Аравія |

| 24 березня 1981 |

| Саудівська Аравія | 2–0 | Сирія |
| ----------------- | --- | ----- |
| Джассем           |     |       |

| Ер-Ріяд, Саудівська Аравія |

| 25 березня 1981 |

| Ірак                  | 2–0 | Бахрейн |
| --------------------- | --- | ------- |
| Ахмед 26' Діржаль 89' |     |         |

| Ер-Ріяд, Саудівська Аравія |

| 27 березня 1981 |

| Катар         | 2–1 | Сирія  |
| ------------- | --- | ------ |
| Хальфан Муфта |     | Джехад |

| Ер-Ріяд, Саудівська Аравія |

| 28 березня 1981 |

| Саудівська Аравія | 1–0 | Бахрейн |
| ----------------- | --- | ------- |
| Аль-Нафіса        |     |         |

| Ер-Ріяд, Саудівська Аравія |

| 30 березня 1981 |

| Ірак                  | 2–1 | Сирія  |
| --------------------- | --- | ------ |
| Ашраф 34' Худхаїр 63' |     | Джехад |

| Ер-Ріяд, Саудівська Аравія |

| 31 березня 1981 |

| Саудівська Аравія | 1–0 | Катар |
| ----------------- | --- | ----- |
| Аболоя            |     |       |

| Ер-Ріяд, Саудівська Аравія |

Збірна Саудівської Аравії пройшла до Фінального раунду.

### Група 3
| Місце | Команда        | О | І | В | Н | П | Г+ | Г- | РГ  |
| ----- | -------------- | - | - | - | - | - | -- | -- | --- |
| 1     | Кувейт         | 6 | 3 | 3 | 0 | 0 | 12 | 0  | +12 |
| 2     | Південна Корея | 4 | 3 | 2 | 0 | 1 | 7  | 4  | +3  |
| 3     | Малайзія       | 1 | 3 | 0 | 1 | 2 | 3  | 8  | −5  |
| 4     | Таїланд        | 1 | 3 | 0 | 1 | 2 | 3  | 13 | −10 |

| 21 квітня 1981 |

| Південна Корея                | 2–1 | Малайзія   |
| ----------------------------- | --- | ---------- |
| Хон Сон Хо 33' Лі Кан Джо 84' |     | Вон Чхе 6' |

| Мохаммед Аль-Хамад, Ель-Кувейт |

| 22 квітня 1981 |

| Кувейт                                      | 6–0 | Таїланд |
| ------------------------------------------- | --- | ------- |
| Аль-Анбері Аль-Дахіль Камель Карам Дж. Якуб |     |         |

| Мохаммед Аль-Хамад, Ель-Кувейт |

| 24 квітня 1981 |

| Південна Корея                                                   | 5–1 | Таїланд             |
| ---------------------------------------------------------------- | --- | ------------------- |
| Чхве Сун Хо 26' 85' Чхве Джон Дук 33' О Сок Че 68' Лі Тхе Хо 70' |     | П'японг П'є-оун 36' |

| Мохаммед Аль-Хамад, Ель-Кувейт |

| 25 квітня 1981 |

| Кувейт                                       | 4–0 | Малайзія |
| -------------------------------------------- | --- | -------- |
| Дж. Якуб 1' М. Джума'а 23' 46' Аль-Ганім 49' |     |          |

| Мохаммед Аль-Хамад, Ель-Кувейт |

| 27 квітня 1981 |

| Малайзія            | 2–2 | Таїланд                       |
| ------------------- | --- | ----------------------------- |
| Ібрагім Дін 50' 63' |     | Сонгвуті 72' Суваннаплуох 49' |

| Мохаммед Аль-Хамад, Ель-Кувейт |

| 29 квітня 1981 |

| Кувейт                       | 2–0 | Південна Корея |
| ---------------------------- | --- | -------------- |
| Аль-Анбері 50' Аль-Ганім 81' |     |                |

| Мохаммед Аль-Хамад, Ель-Кувейт |

Збірна Кувейту пройшла до Фінального раунду.

### Група 4

#### Класифікаційні матчі
| 21 грудня 1980 |

| КНР               | 1–0 | Гонконг |
| ----------------- | --- | ------- |
| Чень Цзиньган 89' |     |         |

| Гавернмент, Гонконг Глядачів: 25,602 |

| 22 грудня 1980 |

| Японія             | 1–0 | Сінгапур |
| ------------------ | --- | -------- |
| Кімура Кадзусі 20' |     |          |

| Гавернмент, Гонконг Глядачів: 3,730 |

| 22 грудня 1980 |

| Північна Корея                                | 3–0 | Макао |
| --------------------------------------------- | --- | ----- |
| Лі Йон Соп 34' Лі Чхан Ха 41' Кім Йон Нам 87' |     |       |

| Гавернмент, Гонконг Глядачів: 3,730 |

Збірні Китаю, Японії і Макао потрапили до Групи A, а команди Гонконгу, КНДР і Сінгапуру потрапили до Групи B.

#### Група A
| Місце | Команда | О | І | В | Н | П | Г+ | Г- | РГ |
| ----- | ------- | - | - | - | - | - | -- | -- | -- |
| 1     | КНР     | 4 | 2 | 2 | 0 | 0 | 4  | 0  | +4 |
| 2     | Японія  | 2 | 2 | 1 | 0 | 1 | 3  | 1  | +2 |
| 3     | Макао   | 0 | 2 | 0 | 0 | 2 | 0  | 6  | −6 |

| 24 грудня 1980 |

| КНР                                         | 3–0 | Макао |
| ------------------------------------------- | --- | ----- |
| Гу Гуанмін 17' Цзо Шушен 20' Рон Джихін 59' |     |       |

| Гавернмент, Гонконг Глядачів: 16,562 |

| 26 грудня 1980 |

| КНР           | 1–0 | Японія |
| ------------- | --- | ------ |
| Рон Джихін 7' |     |        |

| Гавернмент, Гонконг Глядачів: 16,900 |

| 28 грудня 1980 |

| Японія                                                           | 3–0 | Макао |
| ---------------------------------------------------------------- | --- | ----- |
| Кімура Кадзусі 68' Маеда Хідекі 80' (пен.) Хасеґава Харухіса 88' |     |       |

| Гавернмент, Гонконг Глядачів: 27,629 |

Збірні Китаю і Японії пройшли до півфіналу Групи 4.

#### Група B
| Місце | Команда        | О | І | В | Н | П | Г+ | Г- | РГ |
| ----- | -------------- | - | - | - | - | - | -- | -- | -- |
| 1     | Північна Корея | 3 | 2 | 1 | 1 | 0 | 3  | 2  | +1 |
| 2     | Гонконг        | 2 | 2 | 0 | 2 | 0 | 3  | 3  | 0  |
| 3     | Сінгапур       | 1 | 2 | 0 | 1 | 1 | 1  | 2  | −1 |

| 24 грудня 1980 |

| Гонконг        | 1–1 | Сінгапур       |
| -------------- | --- | -------------- |
| Чхой Йок Ї 55' |     | Патманатан 87' |

| Гавернмент, Гонконг Глядачів: 16,562 |

| 26 грудня 1980 |

| Північна Корея | 1–0 | Сінгапур |
| -------------- | --- | -------- |
| Лі Йон Соп 7'  |     |          |

| Гавернмент, Гонконг Глядачів: 16,900 |

| 28 грудня 1980 |

| Гонконг                          | 2–2 | Північна Корея               |
| -------------------------------- | --- | ---------------------------- |
| Вань Чхі Кхен 40' У Куок Хун 62' |     | Лі Йон Ман 3' Лі Йон Соп 25' |

| Гавернмент, Гонконг Глядачів: 27,629 |

Збірні КНДР і Гонконгу пройшли до півфіналу Групи 4.

#### Півфінали
| 30 грудня 1980 |

| Північна Корея   | 1–0 (a.e.t.) | Японія |
| ---------------- | ------------ | ------ |
| Кім Йон Нам 114' |              |        |

| Гавернмент, Гонконг Глядачів: 8,266 |

Збірна КНДР пройшла до Фіналу Групи 4.
| 31 грудня 1980 |

| Гонконг                                                             | 0–0 (д.ч.) | КНР                                                           |
| ------------------------------------------------------------------- | ---------- | ------------------------------------------------------------- |
|                                                                     |            |                                                               |
|                                                                     | Пенальті   |                                                               |
| У Куок Хун · Чі Їт Бо · Чхан Фат Чхі · Фунг Чхі Мін · Вань Чхі Кхен | 4–5        | Хуан Сяндун · Цзо Шушен · Чхі Шанбін · Ванг Фенг · Рон Джихін |

| Гавернмент, Гонконг Глядачів: 27,582 |

Збірна Китаю пройшла до Фіналу Групи 4 за післяматчевими пенальті.

#### Фінал
| 4 січня 1981 |

| КНР                                                | 4–2 (a.e.t.) | Північна Корея               |
| -------------------------------------------------- | ------------ | ---------------------------- |
| Хуан Сяндун 44' 110' Чен Сірон 55' Гу Гуанмін 112' |              | Лі Чан Ха 2' Кім Йон Нам 56' |

| Гавернмент, Гонконг Глядачів: 15,974 |

Збірна Китаю пройшла до Фінального раунду.

## Фінальний раунд
| Місце | Команда           | О | І | В | Н | П | Г+ | Г- | РГ  |
| ----- | ----------------- | - | - | - | - | - | -- | -- | --- |
| 1     | Кувейт            | 9 | 6 | 4 | 1 | 1 | 8  | 6  | +2  |
| 2=    | Нова Зеландія     | 7 | 6 | 2 | 3 | 1 | 11 | 6  | +5  |
| 2=    | КНР               | 7 | 6 | 3 | 1 | 2 | 9  | 4  | +5  |
| 4     | Саудівська Аравія | 1 | 6 | 0 | 1 | 5 | 4  | 16 | −12 |

| 24 вересня 1981 |

| КНР | 0–0 | Нова Зеландія |
| --- | --- | ------------- |
|     |     |               |

| Стадіон Працівників, Пекін Глядачів: 63,000 |

| 3 жовтня 1981 |

| Нова Зеландія | 1–0 | КНР |
| ------------- | --- | --- |
| Герберт 43'   |     |     |

| Маунт Смарт, Окленд Глядачів: 15,903 |

| 10 жовтня 1981 |

| Нова Зеландія | 1–2 | Кувейт                             |
| ------------- | --- | ---------------------------------- |
| Вуддін 24'    |     | Аль-Дахіль 61' (пен.) Дж. Якуб 90' |

| Маунт Смарт, Окленд Глядачів: 21,101 |

| 18 жовтня 1981 |

| КНР                                          | 3–0 | Кувейт |
| -------------------------------------------- | --- | ------ |
| Рон Джихін 24' Гу Гуанмін 28' Шень Сянфу 59' |     |        |

| Стадіон Працівників, Пекін Глядачів: 63,000 |

| 4 листопада 1981 |

| Саудівська Аравія | 0–1 | Кувейт         |
| ----------------- | --- | -------------- |
|                   |     | Аль-Анбері 55' |

| ім. принца Файсала бін Фахда, Ер-Ріяд Глядачів: 28,000 |

| 12 листопада 1981 |

| КНР                                                            | 4–2 | Саудівська Аравія                 |
| -------------------------------------------------------------- | --- | --------------------------------- |
| Цзо Шушен 62' Чень Цзиньган 63' Гу Гуанмін 76' Хуан Сяндун 88' |     | Аль-Ніфамі 10' Маджід Абдулла 11' |

| Мердека, Куала-Лумпур, (Малайзія)[A] Глядачів: 40,000 |

| 19 листопада 1981 |

| КНР                             | 2–0 | Саудівська Аравія |
| ------------------------------- | --- | ----------------- |
| Хуан Сяндун 24' Кай Жиньбао 27' |     |                   |

| Мердека, Куала-Лумпур,(Малайзія)[A] Глядачів: 45,000 |

| 28 листопада 1981 |

| Нова Зеландія                 | 2–2 | Саудівська Аравія       |
| ----------------------------- | --- | ----------------------- |
| Макклюр 5' (пен.) Герберт 87' |     | Маджід Абдулла 37', 41' |

| Маунт Смарт, Окленд |

| 30 листопада 1981 |

| Кувейт        | 1–0 | КНР |
| ------------- | --- | --- |
| Аль-Анбері 7' |     |     |

| Мохаммед Аль-Хамад, Ель-Кувейт Глядачів: 15,000 |

| 7 грудня 1981 |

| Кувейт              | 2–0 | Саудівська Аравія |
| ------------------- | --- | ----------------- |
| Аль-Дахіль 36', 56' |     |                   |

| Мохаммед Аль-Хамад, Ель-Кувейт Глядачів: 25,000 |

| 14 грудня 1981 |

| Кувейт                   | 2–2 | Нова Зеландія        |
| ------------------------ | --- | -------------------- |
| Камель 41' Аль-Хашаш 89' |     | Самнер 65' Руфер 66' |

| Мохаммед Аль-Хамад, Ель-Кувейт Глядачів: 20,000 |

| 19 грудня 1981 |

| Саудівська Аравія | 0–5 | Нова Зеландія                                     |
| ----------------- | --- | ------------------------------------------------- |
|                   |     | Руфер 16' 39' Б. Тернер 17' 43' (пен.) Вуддін 38' |

| ім. принца Файсала бін Фахда, Ер-Ріяд Глядачів: 5,000 |

Прим.
1. ^ Гра проходила на нейтральному полі у Малайзії через відсутність дипломатичних відносин між Китаєм і Саудівською Аравією.

### Плей-оф фінального раунду
Збірні Китаю і Нової Зеландії фінішували з однаковою кількістю очок, розділивши між собою друге і третє місця. Згідно з регламентом для визначення другого учасника світової першості від регіону між ними було призначено гру плей-оф на нейтральному полі.
| 10 січня 1982 |

| Нова Зеландія        | 2–1 | КНР             |
| -------------------- | --- | --------------- |
| Вуддін 24' Руфер 47' |     | Хуан Сяндун 75' |

| Національний стадіон, Сінгапур Глядачів: 60,000 |

Збірні Кувейту і Нової Зеландії кваліфікувалися.

## Бомбардири
9 голів
| - Гарі Коул | - Стів Самнер | - Браян Тернер |

8 голів
| - Грант Тернер - Стів Вуддін |

5 голів
| - Хуан Сяндун - Абдулазіз Аль-Анбері |

4 голи
| - Гу Гуанмін | - Файсаль Аль-Дахіль | - Вінтон Руфер |

3 голи
| - Дейв Мітчелл - Рон Джихін - Ден Цзян | - Рату Джон - Джасім Якуб - Кім Йон Нам | - Лі Йон Соп - Мансур Муфта - Маджід Абдулла |

2 голи
| - Джон Косміна - Едді Крнчевич - Чень Цзиньган - Цзо Шушен - Мелі Вуілабаса | - Геррі Рісдіанто - Кімура Кадзусі - Нассір Аль-Ганім - Фаті Камель - Ібрагім Дін | - Рікі Герберт - Лі Чхан Ха - Сауд Джассем - Чхве Сун Хо - Шаїт Ахмед Джехад |

1 гол
| - Мюррей Барнс - Кен Боден - Гарі Бірн - Алан Девідсон - Тоні Гендерсон - Пітер Шарн - Фуад Бушегір - Чай Жинбао - Чень Сірон - Шень Сянфу - Чхван Гуо Чхі - Джин Цон - Джон Морріс Вільямс - Чхве Йорк Ї - Вань Чхі Кхен - У Куок Хун - Хаді Ісманто | - Буді Йоганніс - Назар Ашраф - Хаді Ахмед - Аднан Діржаль - Адель Худхаїр - Хуссейн Саїд - Хасеґава Харухіса - Маеда Хідекі - Самі Аль-Хашаш - Махбуб Джума'а - Мохаммед Карам - Джеймс Вон Чхе Фук - Данкан Коул - Адріан Елрік - Кейт Маккей - Білл Макклюр - Лі Йон Ман | - Ібрагім Хальфан - Халід Салман - Шає Аль-Нафіса - Ахмед Аль-Ніфамі - Юсеф Аболоя - Амін Дабо - Тасмбіая Патманатан - Чхве Джон Дук - Хон Сон Хо - Лі Кан Джо - Лі Тхе Хо - О Сок Че - П'японг П'є-оун - Хан Татат Сонгвуті - Сомпіт Суваннаплуох |

1 автогол
| - Упендран Чой (у грі проти Індонезії) |